# La neve se ne frega
La neve se ne frega è un romanzo di Luciano Ligabue, pubblicato il 2 maggio del 2004 a Milano, dalla casa editrice Feltrinelli.

## I personaggi principali
DiFo è nato a settantanove anni. Il suo nome completo è Sogno DiFo 79orcu39%se Natura. Sogno è il suo cognome e ricorda che lavora nell'arte; DiFo è il suo nome ed indica il suo mestiere: direttore della fotografia; 79 indica che è nato a settantanove anni; Orcu indica che fa parte del progetto “Orizzonte curvo”; 39%se indica che la sua composizione del sangue è per il 39% sud-europea. Infine Natura indica il nome della sua compagna per la vita, alla quale è stato legato sin dalla nascita.
Natura è nata a ottantuno anni. Il suo nome completo è Natura ViPa 81 39%ca Sogno. Natura è il suo cognome ed indica che lavora a contatto con l'ambiente naturale; ViPa è il suo nome ed indica il suo mestiere di “vigilanza e protezione parchi”; 81 indica che è nata a ottantuno anni; 39%ca indica che la sua composizione del sangue è per il 39% centro-asiatico. Infine Sogno indica il cognome del suo compagno. Questi preferisce chiamarla per cognome, cioè Natura appunto.

## Trama
La vicenda è ambientata nel 2166 e si svolge principalmente nella casa di una giovane coppia: DiFo e Natura. I due sono una coppia molto unita che affronta sempre insieme le difficoltà. Il racconto introduce anche i personaggi di ProSca e FaMo, vicini di casa e migliori amici dei due protagonisti.
DiFo e Natura vivono in una società regolata da un sistema di leggi molto severe, dettate dal Piano Vidor. L'applicazione del Piano Vidor consiste nel controllo dei pensieri, dei sentimenti e del linguaggio dei cittadini: tutto è organizzato affinché essi siano convinti di vivere nel migliore dei mondi possibili, sono costantemente sorvegliati dalle telecamere del Governo, privati delle proprie idee e di ogni forma di spirito critico. Tutti i riferimenti all'epoca anteriore al Piano sono stati censurati, anche dalle opere d'arte: alcune di esse sono state eliminate completamente per cancellare la memoria delle società precedenti. Pene severe sono previste per chi si opponga al Piano o anche soltanto esprima ad alta voce dubbi su di esso; la minima infrazione alle regole implica un programma di riabilitazione che prevede, fra l'altro, un lungo colloquio esplorativo per testare la fedeltà del trasgressore ai dettami del Piano. Per i reati più gravi o recidivi è prevista la detenzione a vita, nel cosiddetto Livello Opal. I cittadini hanno anche l'obbligo di denunciare alle autorità chiunque parli o agisca in modo contrario al Piano.
Nel Piano Vidor, inoltre, la vita umana si svolge esattamente al contrario rispetto a prima dell'attuazione del piano stesso: uomini e donne vengono fatti nascere in età avanzata, da apposite macchine, ringiovaniscono col tempo e muoiono a zero anni. Alla nascita subiscono una sorta di indottrinamento artificiale in luogo dell'istruzione; nessuno di loro è al corrente del fatto che la specie umana un tempo si riproduceva per accoppiamento, invecchiava anziché ringiovanire e non sapeva quanto tempo avrebbe vissuto. Anche il partner, cui ciascun individuo ha diritto per legge, è assegnato alla nascita e le coppie si incontrano ed incominciano a convivere non appena entrambi gli individui sono "nati". Le ferree regole del Piano prevedono anche l'obbligo dell'adulterio, da praticarsi con cadenza prestabilita al fine di preservare la stabilità della coppia.
Nella vita della coppia protagonista irrompe ad un tratto un'anomalia, imprevista dal Piano: Natura ha i sintomi di quella che i medici le presentano come "una disfunzione ormonale": in realtà Natura non lo sa, ma è incinta. La vita quotidiana dei due è sconvolta dallo strano fenomeno, del quale ovviamente ignorano la vera natura. Il Governo ben presto si attiverà affinché il "problema" venga risolto il prima possibile, poiché il turbamento del meccanismo perfetto di vita e morte dei cittadini comporterebbe il sovvertimento del sistema.
A causa di questa "alterazione" sociobiologia e grazie all'aiuto di un detenuto del Livello Opal, Natura e DiFo verranno infine a conoscenza della verità e della sua manipolazione sistematica da parte del Sistema. Tutto ciò accadrà all'insaputa del Governo: il detenuto in questione ha scoperto infatti che le telecamere satellitari non riescono a riprendere quanto accade all'aria aperta quando nevica. Perciò durante una nevicata ci si può scambiare informazioni in segreto ed agire liberamente.
Al termine del racconto, i due protagonisti sono ormai diventati bambini e discorrono della vita trascorsa assieme e dell'acquisita consapevolezza che, tuttavia, per la loro incolumità hanno dovuto tenere nascosta non solo all'Autorità ma anche alle persone a loro vicine; finché ad un tratto non sono più in grado di parlare, perché ormai giunti all'età di zero anni.

### Piano Vidor - Applicazione del Modello
Diritti individuali
- 1. Hai diritto a un partner con cui condividere la vita. Hai diritto al numero e al tipo di adulteri previsti, caso per caso, dalla programmazione del Piano.
- 2. Tu e il tuo partner avete diritto a un'abitazione singola con giardino, la cui manutenzione rientra fra gli impegni richiesti per assicurare alla coppia identici benefici.
- 3. Hai diritto al sostenimento materiale e alla fornitura di vestiario e dotazione mensile di beni supplementari. Il rifornimento alimentare sarà allineato con la produzione naturale e stagionale per la completa soddisfazione del fabbisogno vitaminico e calorico in base alla tipologia fisica.
- 4. Tu e il tuo partner avete diritto a un mezzo di locomozione stradale (gf 48) e a uno di trasporto aereo (bs 107).
- 5. Il tuo diritto all'informazione e allo svago è garantito dall'olovisore installato nella tua abitazione. Grazie al suo collegamento con il Centro Byblos Omnia potrai usufruire di qualsiasi tipo di programma, album musicale, testo, raccolta immagini prodotto durante il Piano Vidor. Il diritto alla socialità ti consente l'accesso a qualunque attività pubblica in base alla tua dotazione mensile e alla tempestività di prenotazione.
- 6. Il tuo diritto alla cultura e all'arte è garantito dalla contemplazione, tramite olovisore, di ogni creazione artistica prodotta durante il Piano Vidor o antecedente purché conforme al benestare del Centro Controllo.
A difesa dell'integrità psicofisica di ogni individuo, il Piano progetta qualsiasi forma d'espressione artistica la cui esecuzione avverrà solo ed esclusivamente attraverso operatori Vidor di nascita relativa. Si ricorda che il progetto di raggiungimento della felicità è cambiato rispetto a prima dell'entrata in vigore del Piano. Il Modello si impegna pertanto a fare da filtro alle opere d'arte del passato che potrebbero causare turbamenti e minacciare la stabilità psicologica dell'individuo. In casi di riconosciuto spessore e utilità, sarà comunque possibile accedere a stralci di dette opere.
- 7. Il tuo diritto alla dignità è garantito dalla posizione sociale paritaria che ogni individuo ricopre.
- 8. Hai diritto al tempo. Tutto quello a disposizione appena terminata la pratica di lavoro quotidiano prevista dall'ordine del giorno. Sono liberi il sabato, la domenica e il lunedì.
- 9. Il tuo diritto alla salute è garantito dalla vaccinazione summus che previene qualsiasi degenerazione cellulare scientificamente provata e inocula agenti permanenti capaci di riorganizzarsi di fronte a qualsiasi nuova forma di virus. Nella tua abitazione è installato un diagnos che, oltre a fornire qualsiasi tipo di controllo, trasmette al Centro Salute i dati per il tuo fabbisogno alimentare settimanale.
- 10. Il tuo diritto ai beni supplementari viene regolato dal fabbisogno stabilito mensilmente, o annualmente per determinati generi, dal Centro Beni.
- 11. Hai diritto ai diritti. Grazie a questo diritto, non potrai mai, sotto la legislazione del Modello, essere privato di alcuno dei tuoi diritti, per nessun motivo e in alcun modo.
Tranne in caso di detenzione.

Doveri individuali
- 1. È tuo dovere svolgere la funzione affidatati nel nome di nascita.
- 2. È tuo dovere rispettare qualsiasi altro individuo appartenente al Piano Vidor.
- 3. Ti è vietato ledere oggetti o persone in alcun modo.
- 4. È tuo dovere compiere gli adulteri prescritti per il mantenimento della stabilità della coppia.
- 5. È tuo dovere mantenerti in perfetto equilibrio psicofisico.
- 6. È tuo dovere comunicare alle autorità di controllo ogni anomalia rivelata nel sistema o nel comportamento di qualche individuo.
- 7. Ti è vietato organizzare qualsiasi genere di gruppo di contestazione del Piano. Ti è vietato farne parte.
- 8. Ti è vietata la creazione e la relativa messa in circolazione di qualsiasi forma d'arte non richiesta dalla tua mansione d'origine.
- 9. Ti è vietata la creazione e la relativa messa in circolazione di qualsiasi forma d'informazione non richiesta dalla tua mansione d'origine.
- 10. È tuo dovere conoscere perfettamente la presente carta degli undici diritti e doveri individuali. Nessuno sconto detentivo ti verrà applicato in caso di ignoranza di uno solo dei punti qui contemplati.
L'ignoranza stessa verrà punita.
- 11. È tuo dovere godere dei tuoi diritti.

## Stile, genere e intenti dell'autore
Ligabue narra gli eventi in prima persona, dalla prospettiva soggettiva di DiFo; la focalizzazione è perciò interna; l'autore adotta un linguaggio semplice e diretto, maggiormente aderente all'uso comune della lingua.
Dal punto di vista stilistico si può individuare lo stile paratattico: nel testo i periodi si compongono prevalentemente di proposizioni coordinate brevi e di facile leggibilità. L'autore utilizza scene in cui il ritmo del racconto diminuisce decisamente, rallentando il tempo della narrazione. Questo avviene nei dialoghi, punti della narrazione in cui il tempo del racconto è uguale a quello della vita reale. Meno frequenti sono le ellissi, cioè delle parti della storia escluse dal racconto per accelerare la narrazione. Questo libro si potrebbe considerare un romanzo d'amore, sviluppato in un futuro fantascientifico.
Il romanzo rivolge la sua attenzione al mistero del nascere, sviluppandolo in modo dettagliato. Nel libro emerge anche il tema dell'abuso delle tecnologie più avanzate trasformate in strumenti di potere e oppressione, proprio come in 1984 di Orwell, a cui Ligabue si ispira, o come in Fahrenheit 451 di Ray Bradbury. L'autore infine mette in evidenza lo stile di vita opposto a quello contemporaneo e l'amore per i figli. Il ringiovanimento del corpo umano riprende In senso inverso di Philip K. Dick. Ligabue vuole trasmettere al lettore la sensazione di un mondo perfetto pur se capovolto, dove si nasce già vecchi e la vita consiste nel ringiovanire poco a poco fino a diventare bambini ed incoscienti. Un mondo in cui non c'è posto per l'imprevisto: tutto il destino è programmato, nessun cambiamento, nessun incidente di percorso, nessuno può morire prima che sia giunta la sua ora, un mondo pulito, senza imperfezioni.
L'autore cerca anche di esprimere un concetto importante: il prevalere delle innovazioni tecnologiche riduce notevolmente la creatività e la fantasia, rendendo il soggetto stesso succube e non più padrone di se stesso. I legami con la tecnologia diventano vincolanti al punto di controllare la vita dell'essere umano, riducendo così la libertà di pensiero e di azione.

### Significato del titolo
Nel romanzo, la neve è l'unico elemento in grado di interferire con le riprese delle telecamere satellitari del Piano Vidor: quando nevica, infatti, i cittadini che si trovino all'aria aperta (cioè non soggetti al controllo costante presente invece nelle abitazioni) non possono essere spiati. In questo modo la neve assume un significato simbolico all'interno del racconto: è l'elemento naturale che si oppone all'ingiustizia sociale e agli strumenti di potere e di oppressione, benché esercitati con le tecnologie più avanzate.

## Fumetto

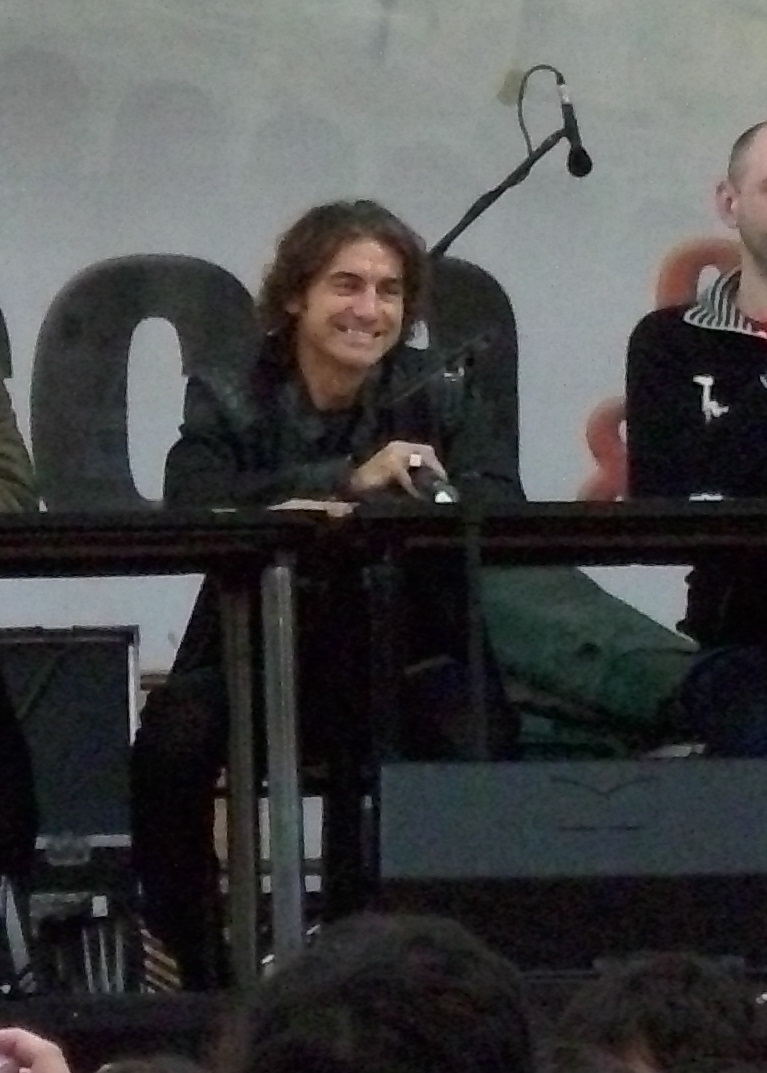
Luciano Ligabue a Lucca Comics & Games 2008, durante la presentazione del fumetto tratto dal suo romanzo La neve se ne frega

Dal romanzo fu tratta anche una storia a fumetti pubblicata dalla Panini comics in tre volumi da marzo a maggio 2008. Il fumetto fu scritto da Matteo Casali e disegnato da Giuseppe Camuncoli. Le copertine furono realizzate da Gabriele dell'Otto. Lo stesso Ligabue supervisionò la realizzazione del fumetto, approvando l'adattamento del suo romanzo.

## Edizioni
- Luciano Ligabue, La neve se ne frega, Feltrinelli, 2004,  p. 234, ISBN 88-07-81874-4.
- Luciano Ligabue, La neve se ne frega, Milano, Feltrinelli, settembre 2005, ISBN 978-88-07-81874-5.
- Matteo Casali, Giuseppe Camuncoli, La neve se ne frega, Modena, Panini Comics, 2008, ISBN 978-88-6346-068-1.

## Il brano musicale
Nel 2013, a distanza di nove anni dalla pubblicazione del romanzo, Ligabue inserì un brano dallo stesso titolo, e ad esso ispirato, nell'album Mondovisione. La canzone, una ballata d'amore, nacque dal progetto di un gruppo di disegnatori e autori di graphic novel, intenzionati a ricavare dal romanzo un film d'animazione. L'idea, nonostante la collaborazione dello stesso Ligabue che aveva già composto il brano per il film, non andò mai in porto ma il cantautore emiliano decise di incidere comunque la canzone, qualche anno più tardi.
Il testo, ispirandosi all'episodio del libro in cui DiFo e Natura, protetti dalla neve, si dicono tutto quello che il costante controllo del Piano Vidor aveva impedito loro di dirsi, descrive la scena di due innamorati che, sotto una nevicata che sembra purificare la realtà circostante, sentono il bisogno di parlarsi, baciarsi e sentirsi insieme "per davvero".